# Xanthopyreniaceae
Xanthopyreniaceae är en familj av svampar. Enligt Catalogue of Life ingår Xanthopyreniaceae i ordningen Pyrenulales, klassen Eurotiomycetes, divisionen sporsäcksvampar och riket svampar, men enligt Dyntaxa är tillhörigheten istället divisionen sporsäcksvampar och riket svampar.
|                   | Requienellaceae                                                                                   |
|                   |                                                                                                   |
|                   | Massariaceae                                                                                      |
|                   |                                                                                                   |
|                   | Pyrenulaceae                                                                                      |
|                   |                                                                                                   |
|                   | Monoblastiaceae                                                                                   |
|                   |                                                                                                   |
|                   | Celotheliaceae                                                                                    |
|                   |                                                                                                   |
| Xanthopyreniaceae | \| \| Collemopsidium \| \| \| \| \| \| Frigidopyrenia \| \| \| \| \| \| Pyrenocollema \| \| \| \| |
|                   | \| \| Collemopsidium \| \| \| \| \| \| Frigidopyrenia \| \| \| \| \| \| Pyrenocollema \| \| \| \| |
|                   | Rhaphidicyrtis                                                                                    |
|                   |                                                                                                   |
|                   | Collemopsidium                                                                                    |
|                   |                                                                                                   |
|                   | Frigidopyrenia                                                                                    |
|                   |                                                                                                   |
|                   | Pyrenocollema                                                                                     |
|                   |                                                                                                   |

|  | Collemopsidium |
|  |                |
|  | Frigidopyrenia |
|  |                |
|  | Pyrenocollema  |
|  |                |

## Källor

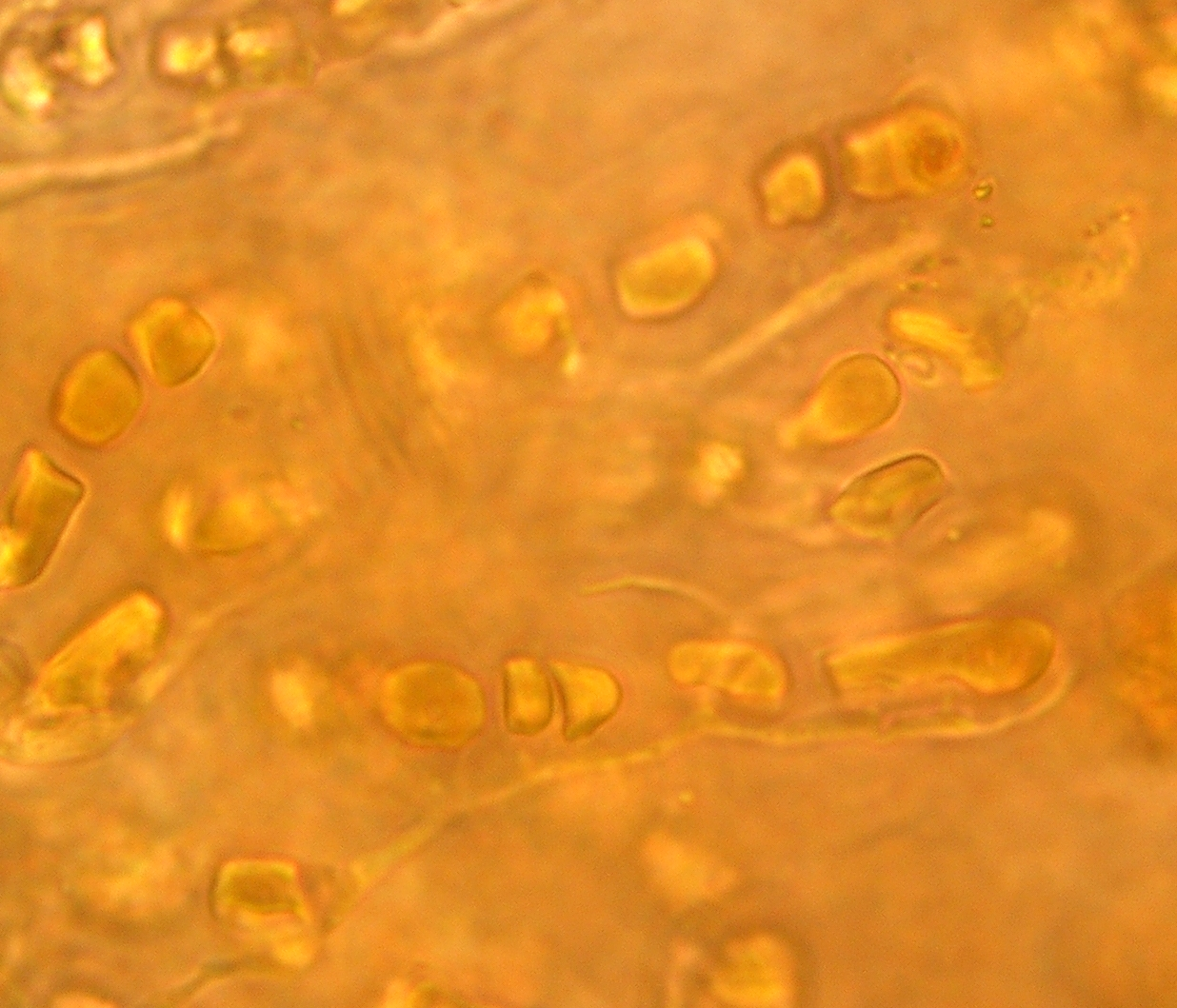
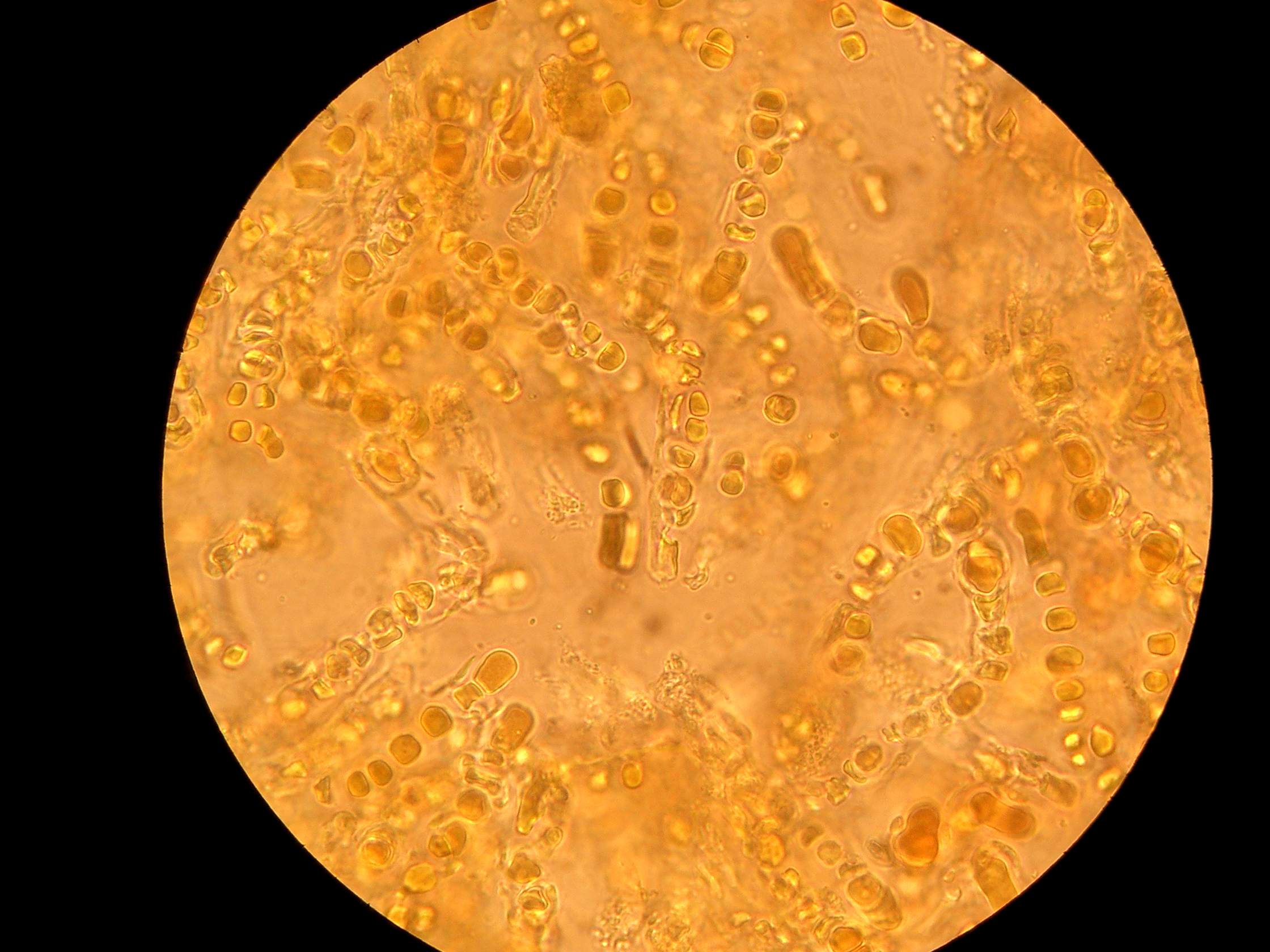
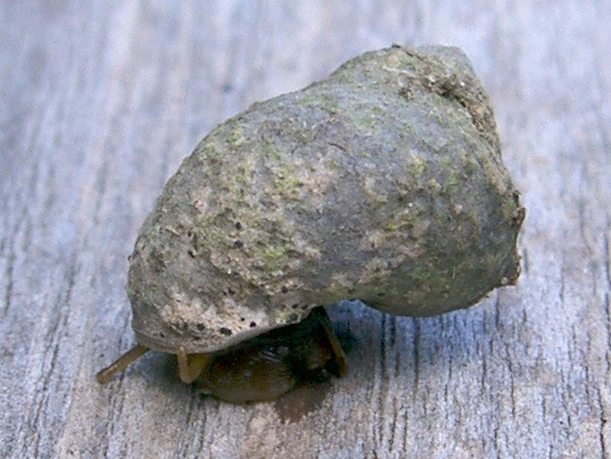